# Zámostí (Hradec Králové)
Zámostí (německy Zamost) je historická osada, část královéhradecké čtvrti Malšovice. Nachází se na levém břehu řeky Orlice.

## Historie
V 15. století se Zámostí nacházelo u silnice směrem na Vysoké Mýto (stará obchodní cesta z Brna přes Slezské Předměstí do Náchoda a Vratislavi). Vedla přes dva mosty a její začátek byl u špitálu sv. Antonína.
V roce 1509 bylo město Hradec Králové rozděleno do 4 čtvrtí a 14 okolních „krajů“, z nichž třináctým bylo Zámostí. Na jeho území se nacházel dvůr, domy a zahrady hradeckých měšťanů. V roce 1533 místní dvůr koupil Ondřej Velas a roku 1574 zakoupil Matěj Suchý osadu od pana Bartoše. V první polovině 16. století tady byl Křížkovský dvůr a ve druhé polovině stejného století dům Jana Stodoly a zahrada Itala Antoniho Devolty, který pracoval jako zedník při stavbě Bílé věže. O sto let později se město začalo dělit na předměstí Pražské a Mýtské a Zámostí bylo považováno za součást toho druhého předměstí. V té době zde byl dvůr sester Anny a Kateřiny Stehlíkových, které ho předaly arcijáhnovi Martinovi Karasovi z Rosenfeldu, a to za podmínky, že po jeho smrti se stane součástí majetku farního kostela svatého Pavla. Ale dům byl později prodán, protože v roce 1584 byl jeho majitelem jistý Pavel. Může se však jednat o nesprávný zápis, jestliže by jméno kostela sv. Pavla bylo změněno na jméno majitele dvora.
Zámostí také neuniklo dopadům třicetileté války (1618–1648). Když se švédský vojevůdce Lennart Torstensson v roce 1642 připravoval na vpád do Čech, císařské jednotky pod velením Matthiase Gallase rozbily svůj tábor u Zámostí a Malšovic a způsobily zde mnoho škod. Množství škod v této oblasti také způsobily saské (1631) a švédské (1639, 1645) armády.
Do zahájení stavby královéhradecké pevnosti bylo Zámostí mnohem rozsáhlejší. V první polovině osmnáctého století sestávalo ze čtyř částí oddělených od sebe, mezi nimi byly bažiny a pastvina „Obec“. Jeho území sahalo až k Novému rybníku v osadě Náhon, který tak byl jeho součástí. Patřily k němu i části dnešní novohradské ulice Na Brně (kovárna a dvůr hraběnky Bubnové), Kopce Svatého Jana (dvůr Františka Procházky) a Lhoty pod Strání (hostinec). V roce 1727 se Zámostí skládalo z 27 dvorů a domů. Později ale byla většina domů zbořena, v roce 1770 se tak zde nacházelo jen 15 domů, v roce 1785 osm a v roce 1825 už jen šest domů. Z panských dvorů zůstaly jen tři. 5. února 1775 byla situace ještě horší kvůli katastrofě v podobě velké povodně.
V důsledku povodně byly poškozeny dřevěné lázně s hospodou a zdrojem minerální vody obsahující železo, který zde vždy vyvěral. V roce 1815 byly pro lázně postaveny cihlové budovy, jejich majitelem se stal Jiří Mareš. Později patřily Židovi Jakubu Kleinovi (1852–1890) a v roce 1898 je koupila Hedvika Celerová z Hradce Králové. Další vážná povodeň přišla v roce 1846 a 2. září 1899 bouře pokácela stromy a strhala střechy. Navzdory tomu se lázně rozvíjely, protože v roce 1906 zde Alois Celer položil základ terapie rašelinovými koupelemi. V roce 1909 byli majiteli lázní Antonín Měkota a Marie Tománková, kteří následující rok zbořili zbylé dřevěné budovy a na východní straně vybudovali nové lázně. Později byly lázně uzavřeny, když zde chtěl v roce 1918 Miroslav Seyfried založit koželužnu. Ale nedokázal tento nápad realizovat a v roce 1920 prodal lázně i s restaurací Aloisi Balcarovi, který tady v roce 1933 postavil taneční sál.
V roce 1869 zde žilo 65 obyvatel, v roce 1880 šlo o 46 obyvatel a v roce 1890 jich bylo 54. Do roku 1927 bylo Zámostí osadou Malšovic, později už jen jejich součástí. V roce 1942 byly Malšovice připojeny k Hradci Králové a v následujících letech toto jméno postupně zmizelo, zůstalo jen jako název ulice. Jako historická památka se zde nachází pískovcový kříž z roku 1891 (autor Karel Hoffmann, stojí na místě, kde se původně nacházel dřevěný kříž, přemístěný sem z Malšovic v roce 1761).